# بوريل فيليبس
بوريل فيليبس (بالإنجليزية: Burrill Phillips)‏ هو ملحن وعازف بيانو أمريكي، ولد في 9 نوفمبر 1907 في أوماها في الولايات المتحدة، وتوفي في 22 يونيو 1988 في بيركيلي في الولايات المتحدة بسبب نوبة قلبية.

## وصلات خارجية
- بوريل فيليبس على موقع IMDb (الإنجليزية)
- بوريل فيليبس على موقع ميوزك برينز (الإنجليزية)